# La vergine dell'harem
La vergine dell'harem (The Lady of the Harem) è un film muto del 1926 diretto da Raoul Walsh. La sceneggiatura si basa su Hassan, dramma musicale di James Elroy Flecker messo in scena a Broadway al Knickerbocker Theatre il 22 settembre 1924.

## Trama
Il tirannico sultano tiene sotto il suo tallone di ferro il ricco Khorasan, la cui popolazione è tartassata dagli esattori delle tasse. Solo Hassan, il pasticciere, vive tranquillo. In città giunge Rafi, in cerca della sua amata Pervaneh, presa per essere venduta come schiava. Il giovane ha con sé abbastanza denaro per riscattarla ma, al mercato degli schiavi, Pervaneh viene rapita e portata a palazzo dagli uomini del sultano. Credendola morta, Rafi giura vendetta e, al comando di una banda, combatte contro i soldati, terrorizzando le forze del tiranno. Il sultano, sotto mentite spoglie, riesce ad attirare Rafi a palazzo facendogli credere che Parvenah gli abbia inviato un messaggio. Quello che lo attende, invece, è una trappola e un'orgia organizzata dal sultano per festeggiare la sua cattura e la sua morte per tortura. Il palazzo, però, viene attaccato da Hassan alla testa degli uomini di Rafi: il sultano viene ucciso e i suoi uomini sconfitti. Gli amanti vengono riuniti e Hassan sale al trono.

## Produzione
Il film fu prodotto dalla Famous Players-Lasky Corporation

## Distribuzione
Distribuito dalla Paramount Pictures, uscì nelle sale cinematografiche USA il 1º novembre 1926 con il titolo originale The Lady of the Harem.